# سايت آند ساوند (مجلة)

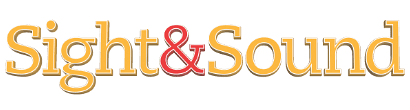
مجلة سايت آند ساوند (معهد الفيلم البريطاني BFI)

سايت آند ساوند (باليابانية: Sight & Sound) مجلة أفلام بريطانية شهرية يصدرها معهد الفيلم البريطاني (BFI) وهي تُجري استطلاعًا مشهورًا يُجرى مرة واحدة كل عقد من الزمن لاستطلاع الرأي لأعظم الأفلام في كل العصور، وهو مستمر منذ عام 1952.

## تاريخ نشأتها
نشرت لأول مرة في عام 1932 وفي عام 1934 تم تسليم إدارة المجلة إلى معهد الفيلم البريطاني (BFI) الوليد، والذي لا يزال ينشر المجلة حتى اليوم.
كانت المجلة تصدر كل ثلاثة أشهر لمعظم تاريخها حتى أوائل التسعينيات، بصرف النظر عن فترة وجيزة كمنشور شهري في أوائل الخمسينيات من القرن الماضي، ولكن في عام 1991 اندمجت مع نشرة أخرى لمعهد الفيلم البريطاني، وهي نشرة الفيلم الشهرية، وبدأت في الظهور شهريًا. كان جافين لامبرت هو رئيس تحرير المجلة من عام 1949 إلى عام 1955، ثم بينيلوبي هيوستن من عام 1956 إلى عام 1990. كان فيليب دود هو محرر إعادة التشغيل. يحرر المجلة حاليًا مايك ويليامز. تستعرض المجلة جميع إصدارات الأفلام كل شهر، بما في ذلك الإصدارات ذات الإصدار المحدود (بيت الفن)، على عكس معظم مجلات الأفلام التي تركز على تلك الأفلام ذات الإصدار العام.
تتميز مجلة «سايت آند ساوند» بقائمة ائتمان كاملة للممثلين وطاقم العمل لكل فيلم تمت مراجعته، بالإضافة إلى الحبكة الكاملة للفيلم المذكور.

## استطلاع مجلة «سايت آند ساوند» لأعظم الأفلام في كل العصور
تطلب مجلة سايت آند ساوند في كل عقد من الزمن من مجموعة دولية من محترفي الأفلام التصويت لأعظم عشرة أفلام على الإطلاق. تم تجميع أصوات المنتقدين والمخرجين المدعوين حتى عام 1992، لعمل قائمة واحدة، ومع ذلك، منذ عام 1992، تمت دعوة المديرين للمشاركة في اقتراع منفصل.
النتائج الفردية انتقائية، وفي استطلاع عام 2012، تلقى 2045 فيلمًا مختلفًا إشارة واحدة على الأقل من أحد النقاد البالغ عددهم 846. حتى الإجماع على رأس القائمة له حدوده.
أصبحت جائزة «سايت آند ساوند» واحدة من أهم استطلاعات الرأي التي أجريت على «أعظم فيلم على الإطلاق»، ووصفه الناقد روجر إيبرت بأنه «إلى حد بعيد الأكثر احترامًا من بين استطلاعات الرأي التي لا تعد ولا تحصى للأفلام العظيمة - الفيلم الوحيد الأكثر جدية الذي يأخذه الناس على محمل الجد.» وفاز «المواطن كين» في الانتخابات الخمسة اللاحقة (1962-2002) (التي احتلت المركز 13 في عام 1952)، بينما حصل «الدوار Vertigo» على أكبر عدد من الأصوات في عام 2012، ولم يظهر سوى الفيلم الفرنسي (قواعد اللعبة) في جميع الاستطلاعات السبعة التي تصدرها المجلة كل عشر سنوات. ومن بين المخرجين الذين شاركوا في عام 2012 كوينتين تارانتينو ومارتن سكورسيزي وكين لوتش وفرانسيس فورد كوبولا.
كانت مجلة «سايت آند ساوند» في الماضي موضوعًا للنقد، لا سيما من ريموند دورجنات، الذي غالبًا ما اتهمها بالنخبوية والتزمت والتعالي، على الرغم من أنه كتب لها في الخمسينيات، ومرة أخرى في التسعينيات. النظير الأمريكي للمجلة هي مجلة «فيلم كومنت Film Comment» وهي مجلة تنشرها جمعية السينما لمركز لينكولن بمدينة نيويورك.

## استطلاع رأي النقاد للأفلام العشرة الأوائل
أجرت المجلة سبعة استطلاعات للرأي (استطلاع رأي النقاد للأفلام العشرة الأوائل) مرة كل عشرة سنوات منذ 1952 إلى 2012، كان آخرها استطلاع عام 2012 الذي شمل:
الدوار (اختاره 191 ناقد) Vertigo
المواطن كين (اختاره 157 ناقد) Citizen Kane
قصة طوكيو (اختاره 107 ناقد) Tokyo Story
قواعد اللعبة (اختاره 100 ناقد) The Rules of the Game
شروق الشمس: أغنية لشخصين (اختاره 93 ناقد)  Sunrise: A Song of Two Humans
أوديسا الفضاء 2001 (اختاره 90 ناقد) 2001: A Space Odyssey
الباحثون (اختاره 78 ناقد) The Searchers
رجل مع كاميرا أفلام (اختاره 68 ناقد) Man with a Movie Camera
آلام جان دارك (اختاره 65 ناقد) The Passion of Joan of Arc
½ 8 (اختاره 64 ناقد)

## روابط خارجية
- الموقع الرسمي